# Ербо
Ербо (фр. Herbault) насеље је и општина у централној Француској у региону Центар (регион), у департману Лоар и Шер која припада префектури Блоа.
По подацима из 2011. године у општини је живело 1247 становника, а густина насељености је износила 95,85 становника/km². Општина се простире на површини од 13,01 km². Налази се на средњој надморској висини од 138 метара (максималној 147 m, а минималној 105 m).

## Демографија
| 1962. | 1968. | 1975. | 1982. | 1990. | 1999. | 2011. |
| ----- | ----- | ----- | ----- | ----- | ----- | ----- |
| 878   | 955   | 894   | 937   | 926   | 1.050 | 1.247 |

График промене броја становника у току последњих година